# Zohor
Zohor je naseljeno mjesto u okrugu Malacky u Bratislavskom kraju u Slovačkoj.

## Stanovništvo
| Godina:     | 1993. | 2003.   | 2013.   | 2023.    |
| ----------- | ----- | ------- | ------- | -------- |
| Broj ljudi: | 3014  | 3211    | 3264    | 3706     |
| Razlika:    |       | +6,53 % | +1,65 % | +13,54 % |

| Godina:     | 2022. | 2023.   |
| ----------- | ----- | ------- |
| Broj ljudi: | 3652  | 3706    |
| Razlika:    |       | +1,47 % |

Prema podatcima o broju stanovnika iz 2023. godine naselje je imalo 3706 stanovnika.

## Vanjske poveznice
|  | Zajednički poslužitelj ima još gradiva o temi Zohor |

- Službena stranica naselja (sl.)